# Тракт (посёлок)
Тракт — посёлок в Княжпогостском районе Республики Коми России, центр одноимённого сельского поселения.
Посёлок расположен на юге района. В посёлке расположена железнодорожная станция Тракт (Сосногорский регион Северной железной дороги, участок Котлас — Воркута). В километре от посёлка проложена автомобильная дорога Р25 «Сыктывкар — Сосногорск». Рядом с посёлком протекает река Лунвож (приток Кылтовки).
Население по переписи 2010 года — 764 человека.
Климат умеренно континентальный. Средняя температура января −17 °C, июля +15 °С, среднегодовое количество осадков 550 мм.
В посёлке есть школа, амбулатория, открытая в 2011 году, фельдшерско-акушерский пункт, аптека, клуб, модельная библиотека, пожарная часть, хлебопекарня, 3 магазина.

## История
Трактовский леспромхоз существует с 1944 года. В том же году была открыта Трактовская школа. В 1948 году вступил в эксплуатацию первый участок Трактовской узкоколейной железной дороги. Первоначально в посёлке Тракт жили и работали спецпереселенцы. Но с 1950-х годов посёлок стал одним из сравнительно немногих в этой части Республики Коми «свободных» населённых пунктов.
В 1985 либо 1986 году вблизи посёлка Тракт появилась магистральная автодорога Сыктывкар — Ухта. В точке пересечения этой автодороги с Трактовской узкоколейной железной дорогой был сооружён железобетонный путепровод.
С 1995 года Трактовский леспромхоз перешёл под управление Княжпогостского завода ДВП. В 2002—2003 году узкоколейная железная дорога была разобрана.
С 1958 по 1992 год посёлок Тракт имел статус посёлка городского типа (рабочего посёлка).
До 1990-х годов в Тракте жили преимущественно немцы.

## Население
| 1959 | 1970  | 1979  | 1989  | 2010 |
| ---- | ----- | ----- | ----- | ---- |
| 4211 | ↘2340 | ↗2600 | ↘2413 | ↘764 |